# Nachálovo
Nachálovo (ruso: Нача́лово) es un asentamiento rural y pueblo (seló) de Rusia, capital del raión de Privolzhski en la óblast de Astracán.
En 2021, el territorio del asentamiento tenía una población de 18 384 habitantes, de los cuales 12 459 vivían en el pueblo y el resto en las pedanías de Boldinski, Ivánovski, Nachalo, Novonachálovski, Sadovi y Yamantsug.
Se ubica en la periferia oriental de la capital regional Astracán, a orillas del río Bolda.

## Historia
El pueblo fue construido sobre un antiguo asentamiento de la Horda de Oro. El lugar fue refundado en la década de 1770 mediante el asentamiento de campesinos de origen komi-permiano, mordvino, finés y polaco. Debido a que estos campesinos procedían de climas más fríos y no conocían el cultivo en terrenos cálidos pantanosos como el de Astracán, en los primeros años murieron muchos de ellos.
Desde la segunda mitad del siglo XIX se ha desarrollado como área periférica de Astracán: superó los mil habitantes a principios del siglo XX y desde mediados del siglo su población ha oscilado entre tres mil y cinco mil. Su mayor desarrollo se ha producido en la década de 2010, cuando su casco urbano ha duplicado su población y ha quedado casi unido a la capital regional.